# Criação com marionetas

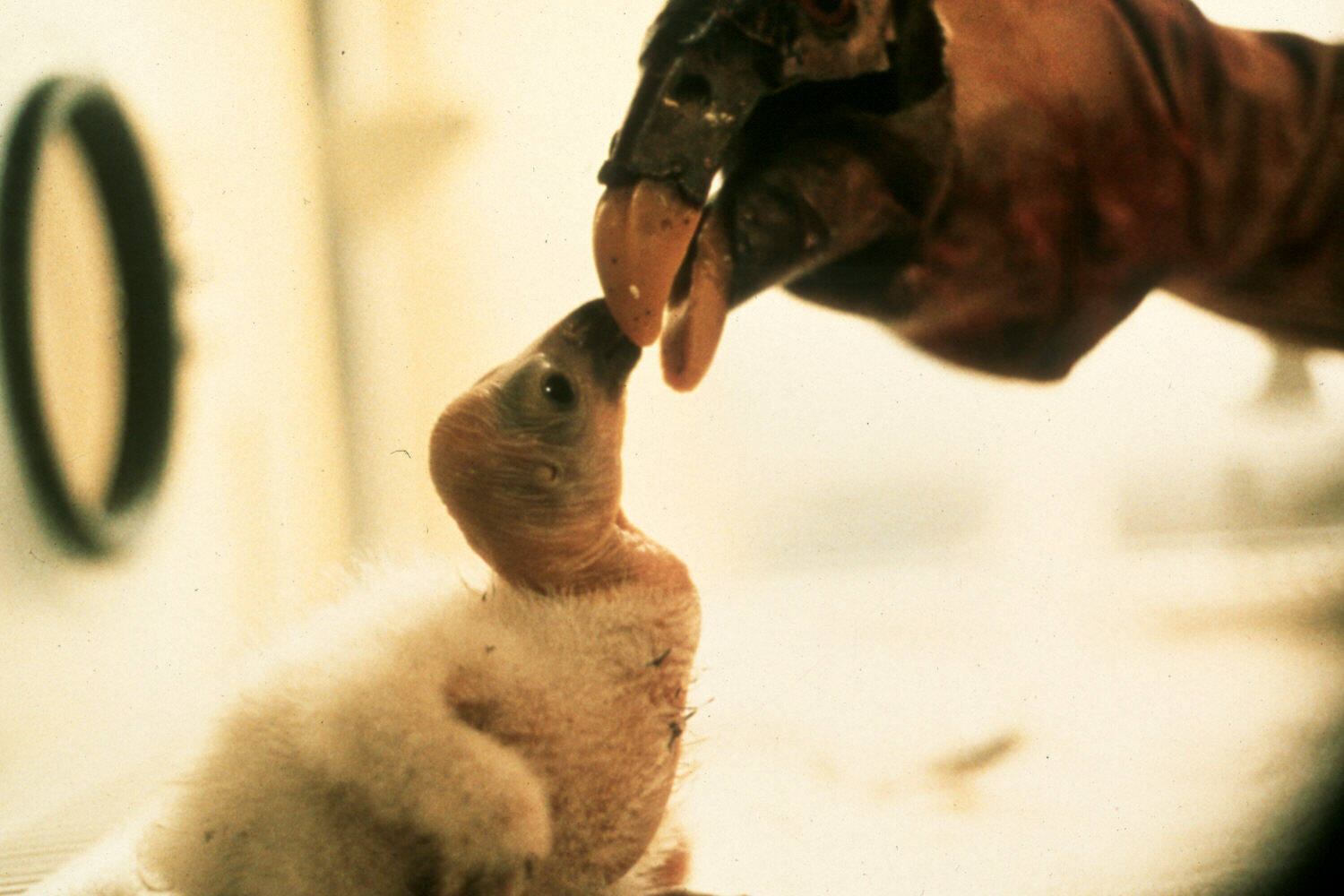
Alimentação com marionetas de uma cria de cóndor da Califórnia em captividade.

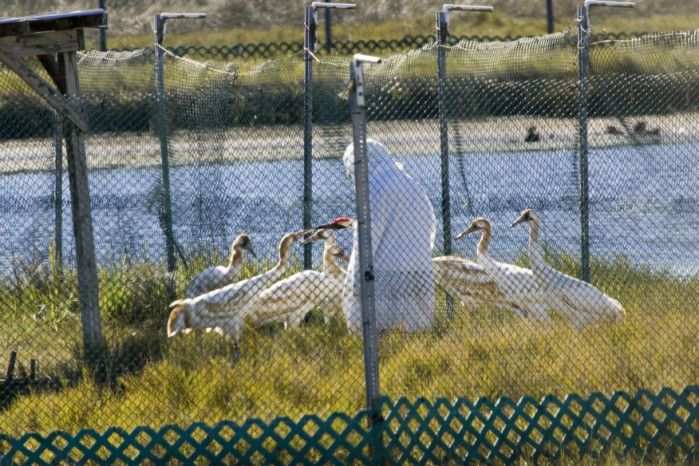
Alimentação de grous americanos juvenis.

A criação com marionetas é um método de criação em captividade de aves para sua reintrodução na natureza que consiste em alimentar a crias com marionetas que simulam adultos de sua espécie para evitar o contato direto com seres humanos.
Através da cunhagem, as aves associam as primeiras imagens de cuidados com seus pais. Na incubação artificial de ovos ou em crias órfãs é necessário alimentá-las a mão enquanto não o possam fazer por si mesmas. Por isso, se utilizam marionetas para garantir que as aves possam ser libertadas posteriormente, ao ter gerado laços com sua própria espécie e mantendo_se desconfiadas do ser humano.